# Inez De Coninck
Inez De Coninck (nascida a 10 de agosto de 1977) é uma política belga da região do Brabante Flamengo e membro da Nova Aliança Flamenga (N-VA).
De Coninck trabalhou como arquitecta e planeadora espacial. Ela foi co-fundadora da Associação de Mulheres Flamengas e envolveu-se com a filial local da N-VA na sua cidade natal de Opwijk. Ela foi eleita para o município na cidade em 2012. Em 2019, foi eleita para o Parlamento Flamengo e tornou-se presidente de Opwijk em 2021.